# Valmar
Valmar, of Valimar ('Stad van de Valar') is in de fictieve wereld Arda van J.R.R. Tolkien de belangrijkste stad van het land Valinor.
Het is de plaats waar veel van de Valar verblijven. Vlak bij Valmar is de heuvel Ezellohar, waar eens de Twee Bomen van de Valar stonden.